# 卡尼翁 (新墨西哥州)
卡尼翁（英語：Cañon）是位於美國新墨西哥州桑多瓦爾縣的普查規定居民點。

## 人口
根據2020年美國人口普查的數據，卡尼翁的面積為41.73平方千米，皆為陸地。當地共有人口317人，而人口密度為每平方千米7.6人。